# イラクサ属
イラクサ属 (属名:Urtica ) は、30から45種の顕花植物を含むイラクサ科の分類群である。主に温帯地域の都市部に分布する。ほとんどは草本の多年生植物であるが、一年生のものや低木になるものもある。
この属で最も有名なものは、ヨーロッパ、アフリカ、アジア、北アメリカに自生するセイヨウイラクサ(Urtica dioica)である。またその他にも、以下に述べるような多くの種を含む。しかし、約100年前の文献でこの属に分類されている約100以上の種は、現在ではイラクサのシノニムとされている。またこの中には、現在でも亜種とされているものもある。
イラクサ属は、ハマキガ科(Tortricidae) ヒメハマキガ亜科(Olethreutinae)のミヤマウンモンヒメハマキ（Syricoris lacunana）やタテハチョウ科のチョウ等、多くのチョウ目の幼虫の餌となる。

## 毒性
多くの種はとげを持っており、医学的な利用ができると期待されている。マオリ語でongaongaと呼ばれるニュージーランドの固有種Urtica feroxは、馬、犬、そして少なくとも1人の人間を殺したことで知られている。
イラクサ属から分泌される毒の性質は、まだよく分かっていない。多くの種のとげにはギ酸、セロトニン、ヒスタミンが含まれているが、イラクサUrtica thunbergianaに関する近年の研究では、シュウ酸や酒石酸を多く含んでいることが示唆されている。

## 種
イラクサ属の種には、次のようなものがある。

### 日本に分布する種
- ホソバイラクサ Urtica angustifolia Fisch. ex Hornem. 1819. - China, Japan, Korea
- コバノイラクサ Urtica laetivirens Maxim. 1877. - Japan, Manchuria
- エゾイラクサ Urtica platyphylla Wedd. 1856-1857. - China, Japan
- イラクサ Urtica thunbergiana Siebold et Zucc. 1846. - Japan, Taiwan

### 日本に帰化する種
- セイヨウイラクサ Urtica dioica L. 1753 (stinging nettle or bull nettle), Europe, Asia, North America
- ヒメイラクサ Urtica urens L. 1753 (dwarf nettle or annual nettle), Europe, North America

### その他の種
- Urtica ardens China
- Urtica atrichocaulis Himalaya, southwestern China
- Urtica atrovirens western Mediterranean region
- Urtica cannabina L. 1753, Western Asia from Siberia to Iran
- Urtica chamaedryoides (heartleaf nettle), southeastern North America
- Urtica dubia (large-leaved nettle), Canada
- Urtica ferox (ongaonga or tree nettle), New Zealand
- Urtica fissa China
- Urtica galeopsifolia Wierzb. ex Opiz, 1825, (fen nettle or stingless nettle). Europe. (Often considered a subspecies of Urtica dioica)
- Urtica gracilenta (mountain nettle), Arizona, New Mexico, west Texas, northern Mexico
- Urtica hyperborea Himalaya from Pakistan to Bhutan, Mongolia and Tibet, high altitudes
- Urtica incisa (scrub nettle), Australia
- Urtica kioviensis Rogow. 1843, eastern Europe
- Urtica linearifolia (creeping or swamp nettle), New Zealand
- Urtica mairei Himalaya, southwestern China, northeastern India, Myanmar
- Urtica membranacea Mediterranean region, Azores
- Urtica morifolia Canary Islands (endemic)
- Urtica parviflora Himalaya (lower altitudes)
- Urtica pilulifera (Roman nettle), southern Europe
- Urtica procera Mühlenberg (tall nettle), North America
- Urtica pubescens Ledeb. 1833, Southwestern Russia east to central Asia
- Urtica rupestris Sicily (endemic)
- Urtica sondenii (Simmons) Avrorin ex Geltman, 1988, northeastern Europe, northern Asia
- Urtica taiwaniana Taiwan
- Urtica triangularisa

## 医学への利用

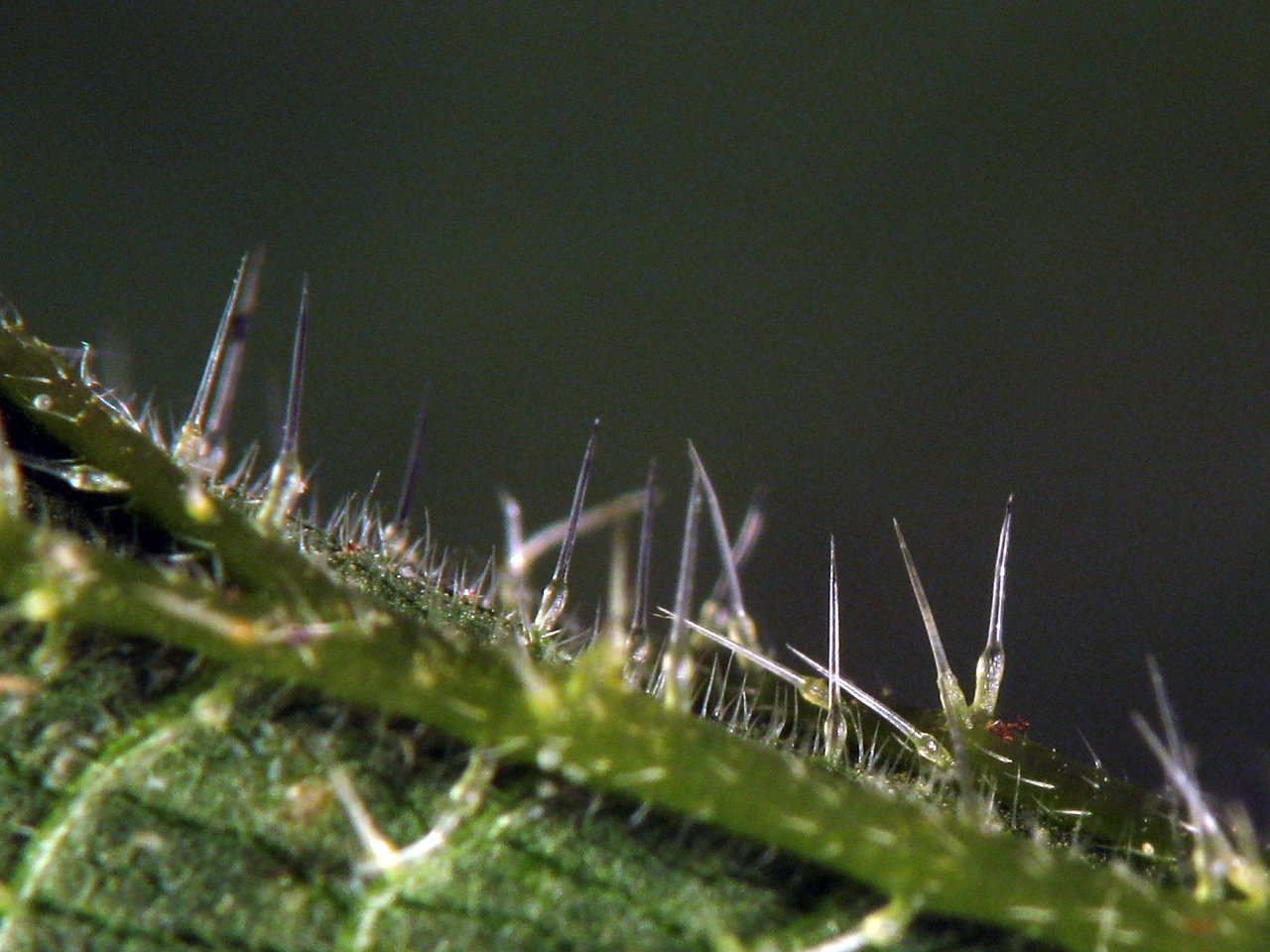
セイヨウイラクサのとげ

薬品、伝統薬、料理、繊維等の目的に使われているのは、ほとんどがセイヨウイラクサだが、ヒメイラクサが使われることもある。この種は、葉の面積あたりのとげの数が多いことから好まれている。イラクサ属の全てがこのような性質を持っているわけではないかもしれないが、その作用はヒスタミン、コリン、ギ酸、ケイ素等の成分に基づくものだと考えられ、利用の合理的根拠となっている。しかし、ある薬理作用が1つの成分によるものだという事実は、イラクサ属全てが同じ作用を持つことを示すものではない。

## 安全性
葉に触れるととげによる痛みを感じ、蕁麻疹を起こすこともあるが、ニュージーランドのUrtica feroxを除き、命にかかわることはない。それ以外のほとんどのイラクサ属は安全であり、蒸した後に野菜として食べられる種もある。